# 押手沢橋梁

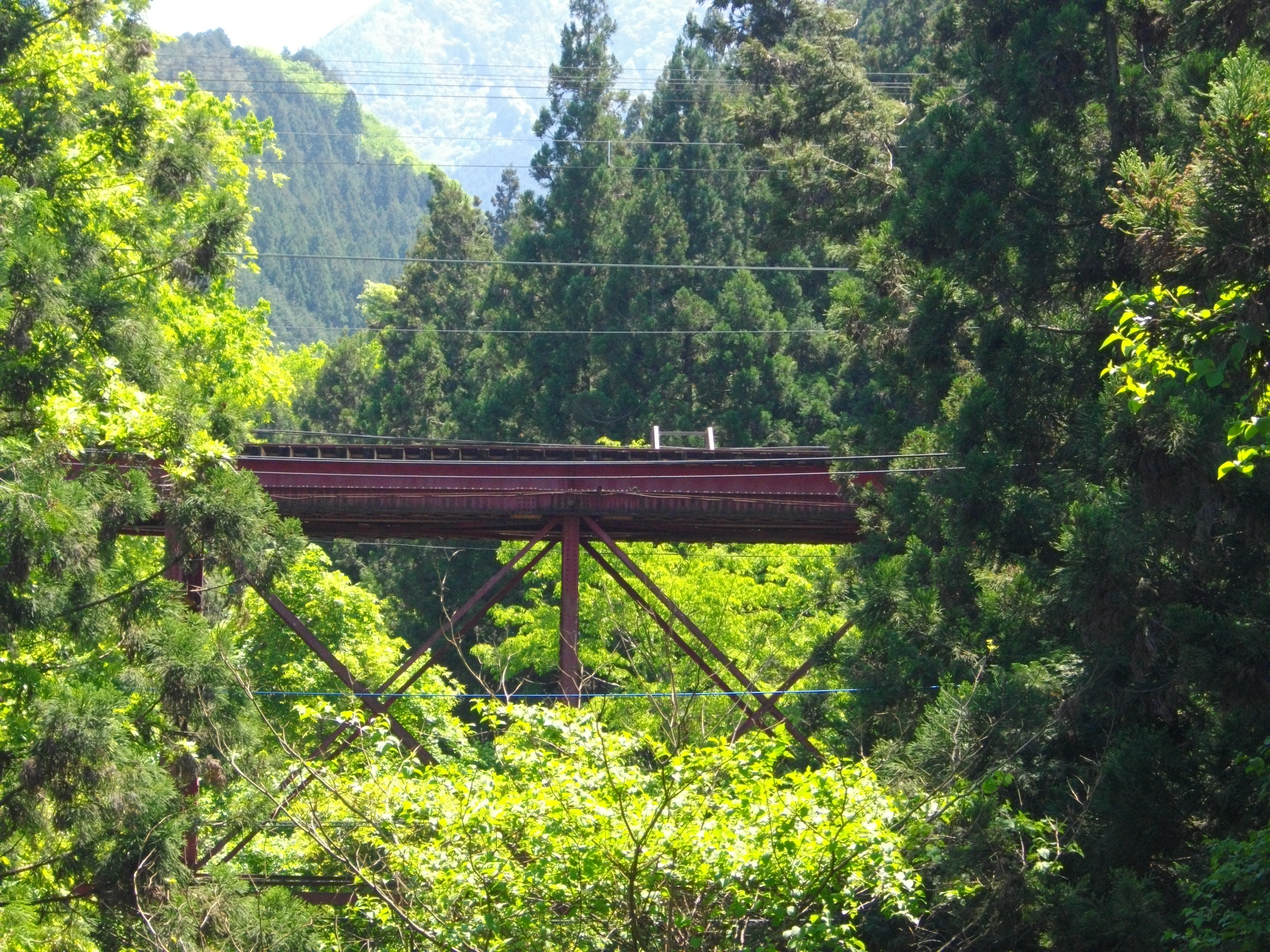
押手沢橋梁

押手沢橋梁（おってざわきょうりょう）は、埼玉県秩父市（旧秩父郡荒川村）の押手沢に架かる秩父鉄道秩父本線の鉄道橋である。

## 概要
秩父鉄道秩父本線の三峰口延伸工事に伴って1930年（昭和5年）に完成した。武州日野駅 - 白久駅間の荒川支流である押手沢に架かる全長67.38mの橋梁である。
JR磐越西線阿賀野川当麻橋梁架け替えの際、旧橋桁であるプラットトラスを転用するために、日本国有鉄道より秩父鉄道に払い下げられた。浦山川橋梁、安谷川橋梁も同様に阿賀野川当麻橋梁より転用されたものである。

## 構造
中央部の1支間が単線上路式プラットトラス（ピン結合）、残り2支間が単線上路式プレートガーダー（架け違い式）である。トラスはアメリカン・ブリッジ製、プレートガーダーは汽車製造製である。